# Saison 1968-1969 de l'AS Saint-Étienne
Chronologie
Saison précédente Saison suivante

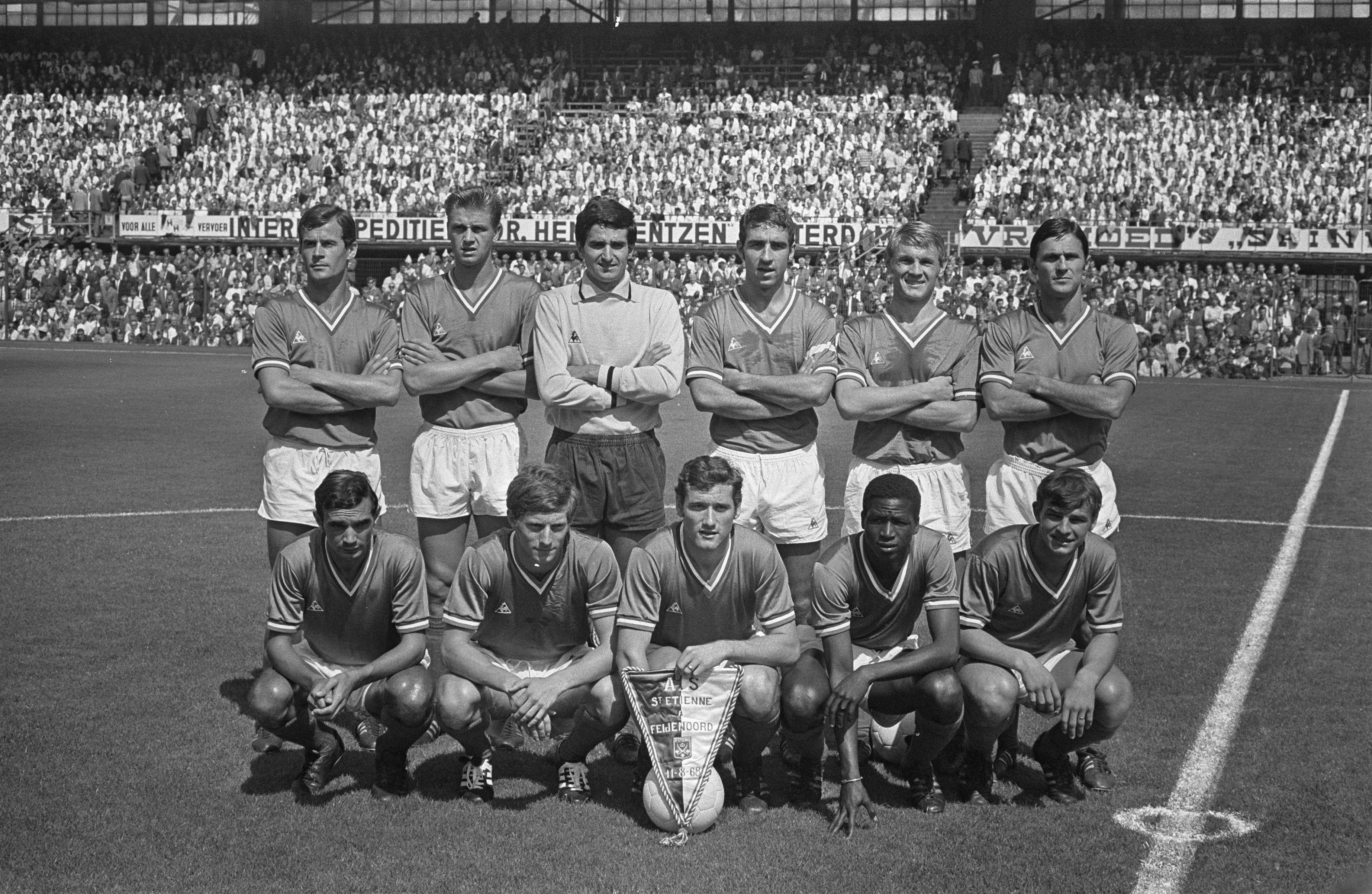
photo de l'équipe prise le 11/08/1968

Cette page présente la saison 1968-1969 de l'AS Saint-Étienne. Le club évolue en Division 1, en Coupe de France, en Coupe des Clubs Champions et lors du Trophée des Champions.

## Résumé de la saison
- Le club est pour la cinquième fois champion de France de son histoire. C’est son troisième titre consécutif.
- Le club est rapidement éliminé en Coupe de France, dès les huitièmes de finale contre Bordeaux
- Le club échoue lors du premier tour de la Coupe des Champions contre le Celtic Glasgow
- Hervé Revelli termine deuxième buteur du championnat avec 22 buts.
- Aucune arrivée notable cette année. José Broissart arrive à la fin du championnat, pour le Challenge des Champions. Il a joué toute la saison à Sedan

## Équipe professionnelle

### Transferts
Sont considérés comme arrivées, des joueurs n’ayant pas joué avec l’équipe 1 la saison précédente.
| Nom             | Nationalité | Poste             | Transfert | Provenance/Destination | Division                           |
| --------------- | ----------- | ----------------- | --------- | ---------------------- | ---------------------------------- |
| Arrivées        |             |                   |           |                        |                                    |
| José Broissart  |             | Milieu de terrain | Transfert | RC Paris-Sedan         | Division 1                         |
| Départs         |             |                   |           |                        |                                    |
| Gérard Farison  |             | Défenseur         | -         | -                      | Toujours au club sans jouer en pro |
| José Pelletier  |             | Défenseur         | -         | -                      | Toujours au club sans jouer en pro |
| Patrick Parizon |             | Attaquant         | -         | -                      | Bataillon de Joinville             |
| Rachid Mekloufi |             | Attaquant         | Transfert | SEC Bastia             | Division 1                         |

### Championnat

#### Matchs allers
| Date       | N o | Adversaire             | Lieu | Résultat | Buteurs pour Saint-Étienne                    | Points | Classement |
| ---------- | --- | ---------------------- | ---- | -------- | --------------------------------------------- | ------ | ---------- |
| 04/09/1968 | J01 | FC Sochaux             | Dom. | 4 - 1    | Keita 52e (pen.) 65e, Larqué 70e, Bereta 83e  | 2      | 1          |
| 07/09/1968 | J02 | RC Paris-Sedan         | Ext. | 0 – 0    | -                                             | 3      | 4          |
| 13/09/1968 | J03 | FC Nantes              | Dom. | 3 - 1    | Keita 6e, Revelli 43e, Bosquier 63e           | 5      | 2          |
| 21/09/1968 | J04 | FC Rouen               | Dom. | 2 - 0    | Keita 62e (pen.), Fefeu 72e                   | 7      | 1          |
| 06/10/1968 | J06 | US Valenciennes-Anzin  | Dom. | 4 - 0    | Bosquier 7e, Keita 29e (pen.) 42e, Herbin 52e | 9      | 2          |
| 13/10/1968 | J07 | Olympique de Marseille | Ext. | 0 - 3    | Fefeu 18e, Revelli 27e, Keita 59e             | 11     | 1          |
| 20/10/1968 | J08 | Olympique lyonnais     | Ext. | 0 -1     | -                                             | 11     | 1          |
| 27/10/1968 | J09 | OGC Nice               | Ext. | 2 - 3    | Keita 5e, Herbin 13e, Bereta 21e              | 13     | 1          |
| 31/10/1968 | J10 | RC Strasbourg          | Dom. | 2 - 0    | Herbin 24e, Bereta 88e                        | 15     | 1          |
| 11/11/1968 | J11 | Red Star FC            | Ext. | 0 – 0    | -                                             | 16     | 1          |
| 16/11/1968 | J12 | Nîmes Olympique        | Dom. | 1 - 0    | Bosquier 2e                                   | 17     | 1          |
| 24/11/1968 | J13 | SEC Bastia             | Ext. | 1 – 1    | Revelli 14e                                   | 19     | 1          |
| 30/11/1968 | J14 | FC Metz                | Dom. | 4 - 0    | Revelli 14e 50e 74e, Herbin 89e               | 20     | 1          |
| 05/12/1968 | J5  | AC Ajaccio             | Dom. | 2 - 0    | Revelli 54e, Bereta 64e                       | 22     | 1          |
| 08/12/1968 | J15 | Stade rennais UC       | Ext. | 0- 2     | Fefeu 30e, Keita 47e                          | 24     | 1          |
| 15/12/1968 | J16 | Bordeaux               | Dom. | 3- 2     | Keita 43e, Revelli 52e, Fefeu 89e             | 26     | 1          |
| 05/01/1969 | J17 | AS Monaco FC           | Ext. | 1- 2     | Bereta 4e, Keita 25e (pen.)                   | 28     | 1          |

#### Matchs retours
| Date       | N o | Adversaire             | Lieu | Résultat | Buteurs pour Saint-Étienne                         | Points | Classement |
| ---------- | --- | ---------------------- | ---- | -------- | -------------------------------------------------- | ------ | ---------- |
| 19/01/1969 | J18 | RC Paris-Sedan         | Dom. | 4 - 2    | Revelli 39e, Herbin 55e, Jacquet 65e, Bosquier 82e | 30     | 1          |
| 26/01/1969 | J19 | FC Nantes              | Ext. | 3 -0     | -                                                  | 30     | 1          |
| 02/02/1969 | J20 | FC Rouen               | Ext. | 1 - 5    | Keita 4e 58e, Revelli 37e 65e, Fefeu 44e           | 32     | 1          |
| 16/02/1969 | J21 | AC Ajaccio             | Ext. | 0 - 2    | Keita 56e, Revelli 58e                             | 34     | 1          |
| 23/02/1969 | J22 | US Valenciennes-Anzin  | Ext. | 1 – 1    | Herbin 11e                                         | 36     | 1          |
| 16/03/1969 | J23 | Olympique de Marseille | Dom. | 1 - 0    | Revelli 29e                                        | 38     | 1          |
| 23/03/1969 | J24 | Olympique lyonnais     | Ext. | 1 - 2    | Keita 13e, Revelli 63e                             | 40     | 1          |
| 04/04/1969 | J25 | OGC Nice               | Dom. | 2 - 0    | Keita 35e, Revelli 56e                             | 42     | 1          |
| 13/04/1969 | J26 | RC Strasbourg          | Ext. | 0 - 2    | Keita 81e, Larqué 86e                              | 44     | 1          |
| 19/04/1969 | J27 | Red Star FC            | Dom. | 3 - 1    | Revelli 60e 66e, Jacquet 79e                       | 46     | 1          |
| 03/05/1969 | J28 | Nîmes Olympique        | Ext. | 1 -0     | -                                                  | 46     | 1          |
| 09/05/1969 | J29 | SEC Bastia             | Dom. | 7 - 2    | Revelli 2e 18e 33e 58e, Keita 15e 16e, Bereta 58e  | 48     | 1          |
| 18/05/1969 | J30 | FC Metz                | Ext. | 0 - 1    | Bereta 55e                                         | 50     | 1          |
| 23/05/1969 | J31 | Stade rennais UC       | Dom. | 3- 1     | Keita 22e 68e, Revelli 56e                         | 52     | 1          |
| 01/06/1969 | J32 | Bordeaux               | Ext. | 2 -0     | -                                                  | 52     | 1          |
| 07/06/1969 | J33 | AS Monaco FC           | Dom. | 1 – 1    | Jacquet 41e                                        | 53     | 1          |
| 14/06/1969 | J34 | FC Sochaux             | Ext. | 1 -0     | -                                                  | 53     | 1          |

#### Classement final
En cas d'égalité entre deux clubs, le premier critère de départage est la différence de buts.
| Rang | Équipe                   | Pts | J  | G  | N  | P  | Bp | Bc | Diff |
| ---- | ------------------------ | --- | -- | -- | -- | -- | -- | -- | ---- |
| 1    | AS Saint-Étienne T       | 53  | 34 | 24 | 5  | 5  | 70 | 26 | +44  |
| 2    | FC Girondins de Bordeaux | 51  | 34 | 22 | 7  | 5  | 77 | 34 | +43  |
| 3    | FC Metz                  | 42  | 34 | 16 | 10 | 8  | 41 | 27 | +14  |
| 4    | FC Rouen                 | 40  | 34 | 16 | 8  | 10 | 44 | 43 | +1   |
| 5    | RC Paris-Sedan           | 39  | 34 | 15 | 9  | 10 | 49 | 35 | +14  |
| 6    | SEC Bastia P             | 34  | 34 | 13 | 8  | 13 | 50 | 66 | -16  |
| 7    | Olympique de Marseille C | 33  | 34 | 12 | 9  | 13 | 51 | 48 | +3   |
| 8    | US Valenciennes-Anzin    | 33  | 34 | 10 | 13 | 11 | 38 | 37 | +1   |
| 9    | Olympique lyonnais       | 32  | 34 | 13 | 6  | 15 | 53 | 51 | +2   |
| 10   | FC Nantes                | 32  | 34 | 13 | 6  | 15 | 44 | 45 | -1   |
| 11   | Stade rennais UC         | 31  | 34 | 12 | 7  | 15 | 50 | 57 | -7   |
| 12   | FC Sochaux               | 29  | 34 | 11 | 7  | 16 | 49 | 55 | -6   |
| 13   | RC Strasbourg            | 29  | 34 | 10 | 9  | 15 | 34 | 41 | -7   |
| 14   | Nîmes Olympique P        | 29  | 34 | 8  | 13 | 13 | 32 | 39 | -7   |
| 15   | Red Star FC              | 29  | 34 | 8  | 13 | 13 | 35 | 48 | -13  |
| 16   | AC Ajaccio               | 28  | 34 | 10 | 8  | 16 | 36 | 53 | -17  |
| 17   | AS Monaco FC             | 27  | 34 | 7  | 13 | 14 | 33 | 50 | -17  |
| 18   | OGC Nice                 | 21  | 34 | 6  | 9  | 19 | 30 | 61 | -31  |

Victoire à 2 points
Qualifications européennes
Coupe des clubs champions européens
- 1er : 1er tour (1/16 de finale)

Coupe d'Europe des vainqueurs de coupe
- Vainqueur de la Coupe de France : 1/16 de finale

Relégation
- 17e : barrage de relégation en Division 2
- 18e : relégation en Division 2

Abréviations
T : Tenant du titre

C : Vainqueur de la Coupe de France 1968-69

P : Promus de Division 2
- Le champion de France de D2, l'Angers SCO, obtient la montée directe en D1. Son dauphin, l'AS Angoulême, dispute un barrage pour monter.

### Coupe de France

#### Tableau récapitulatif des matchs
| Date       | N o                    | Adversaire        | Lieu                                   | Résultat | Buteurs pour Saint-Étienne | Suite                               |
| ---------- | ---------------------- | ----------------- | -------------------------------------- | -------- | -------------------------- | ----------------------------------- |
| 12/01/1969 | 32èmes de finale       | UO Albertvilloise | Parc des Sports (Annecy), Annecy       | 3- 0     | Fefeu 30e, Revelli 55e 76e | Qualifiés pour les 16èmes de finale |
| 09/02/1969 | 16èmes de finale       | Reims             | Stade Vélodrome, Marseille             | 1- 0     | Revelli 30e                | Qualifiés pour les 8èmes de finale  |
| 02/03/1969 | 8èmes de finale aller  | Bordeaux          | Stade Geoffroy-Guichard, Saint-Étienne | 0 -1     | -                          | -                                   |
| 09/03/1969 | 8èmes de finale retour | Bordeaux          | Parc Lescure, Bordeaux                 | 2 – 2    | Revelli 50e, Keita 71e     | Éliminés                            |

### Coupe d'Europe des Clubs Champions

#### Tableau récapitulatif des matchs
| Date       | N o                     | Adversaire     | Lieu                                   | Résultat | Buteurs pour Saint-Étienne | Suite    |
| ---------- | ----------------------- | -------------- | -------------------------------------- | -------- | -------------------------- | -------- |
| 18/09/1968 | 16èmes de finale aller  | Celtic Glasgow | Stade Geoffroy-Guichard, Saint-Étienne | 2- 0     | Keita 15e, Revelli 36e     | -        |
| 02/10/1968 | 16èmes de finale retour | Celtic Glasgow | Celtic Park, Glasgow                   | 4 -0     | -                          | Éliminés |

### Challenge des champions
| Date       | N o    | Adversaire             | Lieu                    | Résultat | Buteurs pour Saint-Étienne                |
| ---------- | ------ | ---------------------- | ----------------------- | -------- | ----------------------------------------- |
| 23/07/1969 | Finale | Olympique de Marseille | Parc des Princes, Paris | 3- 2     | Zvunka 13e (csc), Revelli 56e, Larqué 81e |

| Finale                     | AS Saint-Étienne | 3 - 2   | Olympique de Marseille | Parc des Princes,Paris                  |                                         |
| Mercredi 23 juillet 1969 - | Zvunka 13e (csc), Revelli 56e, Larqué 81e | (2 - 2) | Magnusson 60e, Couécou 71e | Spectateurs : 6 416 Arbitrage : A.Petit | Spectateurs : 6 416 Arbitrage : A.Petit |
| Mercredi 23 juillet 1969 - | G.Migeon – F.Camerini ( 46e V.Durković), R.Mitoraj, B.Bosquier,G.Polny, A.Jacquet ( 46e P.Revelli), J.Broissart, JM.Larqué, H.Revelli, R.Herbin, G.Bereta | Équipes | Escale – Lopez, Hodoul, Zvunka, Djorkaeff, Nom, Destrumelle ( 46e Petrovic), Magnusson, Bonnet, Joseph ( 46e Couécou), Loubet | Spectateurs : 6 416 Arbitrage : A.Petit | Spectateurs : 6 416 Arbitrage : A.Petit |

### Statistiques

#### Équipe-type
| \| Carnus Polny Durković (Camerini) Herbin Bosquier Jacquet Mitoraj Bereta (Larqué) Fefeu Revelli Keita \| Équipe-type de la saison 1968-1969 |
| Carnus Polny Durković (Camerini) Herbin Bosquier Jacquet Mitoraj Bereta (Larqué) Fefeu Revelli Keita                                          |

#### Buteurs
| Place | Nom                | Division 1 | Coupe de France | Coupe d'Europe des Clubs Champions | Challenge des Champions | TOTAL des BUTS |
| 1     | Hervé Revelli      | 22 buts    | 4 buts          | 1 but                              | 1 but                   | 28 buts        |
| 2     | Salif Keita        | 21 buts    | 1 but           | 1 but                              | -                       | 23 buts        |
| 3     | Georges Bereta     | 7 buts     | -               | -                                  | -                       | 7 buts         |
| 4     | André Fefeu        | 5 buts     | 1 but           | -                                  | -                       | 6 buts         |
| 4     | Robert Herbin      | 6 buts     | -               | -                                  | -                       | 6 buts         |
| 6     | Bernard Bosquier   | 4 buts     | -               | -                                  | -                       | 4 buts         |
| 7     | Jean-Michel Larqué | 2 buts     | -               | -                                  | 1 but                   | 3 buts         |
| 7     | Aimé Jacquet       | 3 buts     | -               | -                                  | -                       | 3 buts         |
| #     | contre son camp    | -          | -               | -                                  | 1 but                   | 1 but          |
| Total | 8 buteurs          | 70 buts    | 6 buts          | 2 buts                             | 3 buts                  | 81 buts        |

Date de mise à jour : le 5 mars 2015.

#### Affluences
La capacité du stade est passée cette année à 39 570 places.
Affluence de l'AS Saint-Étienne à domicile

### Équipe de France
8 stéphanois auront les honneurs de l’Équipe de France cette saison : Georges Bereta (6 sélections), Bernard Bosquier (5 sélections), Georges Carnus (4sélections), Hervé Revelli (3 sélections), Roland Mitoraj et Aimé Jacquet (2 sélections), Robert Herbin et Jean-Michel Larqué (1 sélections).
C'est la première qu'autant de Stéphanois jouent en Équipe de France durant la saison.
| Joueurs            | Position  | Date       | Lieu       | Adversaire | Type rencontre               | Score | Temps de jeu | Buts |
| Georges Carnus     | Gardien   | 25.09.1968 | Marseille  | R.F.A.     | Amical                       | 1 – 1 | 90           | -    |
| Georges Carnus     | Gardien   | 17.10.1968 | Lyon       | Espagne    | Amical                       | 1- 3  | 90           | -    |
| Georges Carnus     | Gardien   | 06.11.1968 | Strasbourg | Norvège    | Eliminatoires Coupe du monde | 0- 1  | 90           | -    |
| Georges Carnus     | Gardien   | 12.03.1969 | Londres    | Angleterre | Amical                       | 5- 0  | 90           | -    |
| Roland Mitoraj     | Défenseur | 25.09.1968 | Marseille  | R.F.A.     | Amical                       | 1 – 1 | 90           | -    |
| Roland Mitoraj     | Défenseur | 17.10.1968 | Lyon       | Espagne    | Amical                       | 1- 3  | 90           | -    |
| Bernard Bosquier   | Défenseur | 25.09.1968 | Marseille  | R.F.A.     | Amical                       | 1 – 1 | 90           | 72e  |
| Bernard Bosquier   | Défenseur | 17.10.1968 | Lyon       | Espagne    | Amical                       | 1- 3  | 90           | -    |
| Bernard Bosquier   | Défenseur | 06.11.1968 | Strasbourg | Norvège    | Eliminatoires Coupe du monde | 0- 1  | 90           | -    |
| Bernard Bosquier   | Défenseur | 12.02.1969 | Lyon       | Hongrie    | Amical                       | 2 – 2 | 90           | -    |
| Bernard Bosquier   | Défenseur | 12.03.1969 | Londres    | Angleterre | Amical                       | 5- 0  | 90           | -    |
| Aimé Jacquet       | Milieu    | 25.09.1968 | Marseille  | R.F.A.     | Amical                       | 1 – 1 | 90           | -    |
| Aimé Jacquet       | Milieu    | 17.10.1968 | Lyon       | Espagne    | Amical                       | 1- 3  | 90           | -    |
| Hervé Revelli      | Attaquant | 25.09.1968 | Marseille  | R.F.A.     | Amical                       | 1 – 1 | 90           | -    |
| Hervé Revelli      | Attaquant | 12.02.1969 | Lyon       | Hongrie    | Amical                       | 2 – 2 | 45           | 43e  |
| Hervé Revelli      | Attaquant | 30.04.1969 | Paris      | Roumanie   | Amical                       | 1 - 0 | 90           | -    |
| Georges Bereta     | Attaquant | 25.09.1968 | Marseille  | R.F.A.     | Amical                       | 1 – 1 | 90           | -    |
| Georges Bereta     | Attaquant | 17.10.1968 | Lyon       | Espagne    | Amical                       | 1- 3  | 90           | -    |
| Georges Bereta     | Attaquant | 06.11.1968 | Strasbourg | Norvège    | Eliminatoires Coupe du monde | 0- 1  | 90           | -    |
| Georges Bereta     | Attaquant | 12.02.1969 | Lyon       | Hongrie    | Amical                       | 2 – 2 | 90           | -    |
| Georges Bereta     | Attaquant | 12.03.1969 | Londres    | Angleterre | Amical                       | 5- 0  | 90           | -    |
| Georges Bereta     | Attaquant | 30.04.1969 | Paris      | Roumanie   | Amical                       | 1 - 0 | 90           | -    |
| Robert Herbin      | Milieu    | 17.10.1968 | Lyon       | Espagne    | Amical                       | 1- 3  | 90           | -    |
| Jean-Michel Larqué | Milieu    | 12.02.1969 | Lyon       | Hongrie    | Amical                       | 2 – 2 | 8            | -    |

### Équipe de France Espoirs
5 stéphanois a eu les honneurs de l’équipe de France Espoirs cette saison : Hervé Revelli (6 sélections), Georges Bereta (5 sélections), Francis Camerini (4 sélections), Jean-Michel Larqué (2 sélections), Bernard Bosquier (1 sélection)
| Joueurs            | Position  | Date       | Lieu     | Adversaire  | Type rencontre | Score | Temps de jeu               | Buts        |
| Bernard Bosquier   | Défenseur | 12.02.1969 | Lyon     | Hongrie A   | Amical         | 2 – 2 | 90                         | -           |
| Francis Camerini   | Défenseur | 05.11.1968 | Metz     | Norvège     | Amical         | 5 - 1 | 90                         | -           |
| Francis Camerini   | Défenseur | 18.12.1968 | Alger    | Algérie A   | Amical         | 2 - 5 | 90                         | -           |
| Francis Camerini   | Défenseur | 22.12.1968 | Alger    | Algérie     | Amical         | 1 – 1 | 90                         | -           |
| Francis Camerini   | Défenseur | 02.04.1969 | Paris    | Real Madrid | Amical         | 5 - 3 | Entré en cours de jeu      | -           |
| Jean-Michel Larqué | Milieu    | 18.12.1968 | Alger    | Algérie A   | Amical         | 2 - 5 | 90                         | 10e         |
| Jean-Michel Larqué | Milieu    | 22.12.1968 | Alger    | Algérie     | Amical         | 1 – 1 | 90                         | -           |
| Hervé Revelli      | Attaquant | 18.12.1968 | Alger    | Algérie A   | Amical         | 2 - 5 | 90                         | 40e 72e     |
| Hervé Revelli      | Attaquant | 22.12.1968 | Alger    | Algérie     | Amical         | 1 – 1 | 90                         | -           |
| Hervé Revelli      | Attaquant | 12.02.1969 | Lyon     | Hongrie A   | Amical         | 2 – 2 | Remplacé en cours de match | 44e         |
| Hervé Revelli      | Attaquant | 02.04.1969 | Paris    | Real Madrid | Amical         | 5 - 3 | 90                         | 11e 67e 69e |
| Hervé Revelli      | Attaquant | 16.04.1969 | Grenoble | Italie      | Amical         | 2 - 0 | 90                         | 59e         |
| Hervé Revelli      | Attaquant | 30.04.1969 | Paris    | Roumanie    | Amical         | 1 - 0 | 90                         | -           |
| Georges Bereta     | Attaquant | 18.12.1968 | Alger    | Algérie A   | Amical         | 2 - 5 | 90                         | -           |
| Georges Bereta     | Attaquant | 22.12.1968 | Alger    | Algérie     | Amical         | 1 – 1 | Entré en cours de jeu      | -           |
| Georges Bereta     | Attaquant | 12.02.1969 | Lyon     | Hongrie A   | Amical         | 2 – 2 | -                          | -           |
| Georges Bereta     | Attaquant | 16.04.1969 | Grenoble | Italie      | Amical         | 2 - 0 | Entré en cours de jeu      | -           |
| Georges Bereta     | Attaquant | 30.04.1969 | Paris    | Roumanie    | Amical         | 1 - 0 | 45                         | -           |